# Leonard Byrd
Leonard Byrd, född 17 mars 1975 i Fort Rucker, Alabama, är en amerikansk före detta friidrottare som tävlade i kortdistanslöpning.
Byrd deltog vid ett internationellt mästerskap, VM 2001 i Edmonton, där han blev utslagen i semifinalen på 400 meter. Han ingick även, tillsammans med Antonio Pettigrew, Derrick Brew och Angelo Taylor i det amerikanska stafettlaget över 4 x 400 meter som vann guld.

## Personligt rekord
- 400 meter - 44,45